# 長苞雞屎樹
長苞雞屎樹（学名：Lasianthus tsangii）为茜草科雞屎樹屬下的一个种。

## 扩展阅读
- 維基物種上的相關：長苞雞屎樹